# Coenosia styriaca
Coenosia styriaca är en tvåvingeart som beskrevs av Willi Hennig 1961. Coenosia styriaca ingår i släktet Coenosia och familjen husflugor. Inga underarter finns listade i Catalogue of Life.